# Marek Surmacz
Marek Tomasz Surmacz (Gorzów Wielkopolski; 31 de Janeiro de 1955 — ) é um político da Polónia. Ele foi eleito para a Sejm em 25 de Setembro de 2005 com 8386 votos em 8 no distrito de Zielona Góra, candidato pelas listas do partido Prawo i Sprawiedliwość.